# F1 2000
F1 2000 è un simulatore di guida per PC e PlayStation basato sulla stagione 2000 di Formula 1. Il gioco è interamente in lingua italiana.
Sono presenti tutti i 22 piloti, i team e i circuiti della stagione.